# Tres Zapotes
Tres Zapotes è un sito archeologico mesoamericano situato nella pianura del fiume Papaloapan in Messico. Tres Zapotes viene a volte considerata come la terza città più importante della cultura degli Olmechi, dopo San Lorenzo Tenochtitlán e La Venta.
Il sito rimase popolato per circa 2000 anni, un fatto praticamente unico nella zona delle culture mesoamericane.
Il sito si trova vicino al moderno villaggio di Tres Zapotes, nello stato di Veracruz, presso il limite occidentale della Sierra de los Tuxtlas, sull'Arroyo Hueyapan. L'area è un punto di transizione tra le montagne di Tuxtlas e il delta del fiume Papaloapan. A 10 km verso est vi era il Cerro el Vigía, un vulcano estinto da cui si estraeva basalto, argilla e altro materiale di origine vulcanica.

## Storia

### Olmechi
Fondata nei secoli priori al 1000 a.C., Tres Zapotes emerse come centro importante della regione all'inizio del periodo formativo medio, intorno al 900 - 800 a.C., durante il declino dell'importanza di San Lorenzo Tenochtitlán. La prima costruzione architettonica riscoperta è datata intorno al 500 a.C.
Si pensa che le due teste di pietra olmeche siano state costruite in quel periodo. A Tres Zapotes la prima testa di pietra venne scoperta nel 1862 da José Melgar. Chiamate "Monumento A" e "Monumento Q", sono di dimensioni minori rispetto alle teste di San Lorenzo, misurando 1,5 metri in altezza. Le teste di Tres Zapotes mostrano uno stile di scultura diverso da quelle di San Lorenzo e di La Venta.
A differenza dei siti di La Venta e San Lorenzo, Tres Zapotes non venne abbandonato nel periodo formativo (circa 400 a.C.) e non venne influenzato dal decadimento della cultura nei territori olmechi orientali. Nei secoli successivi la cultura di Tres Zapotes si evolse in quella che è stata chiamata cultura degli Epi-Olmechi.

### Epi-Olmechi

Il periodo Epi-Olmeco con i quattro gruppi di monticelli evidenziati

Molte delle sculture di Tres Zapotes sono Epi-Olmeche, datate intorno al tardo periodo formativo. Le sculture e le ceramiche mostrano distinti cambiamenti ed evoluzioni che portarono a una differenziazione dello stile.
Nonostante la somiglianza con le sculture olmeche precedenti, l'arte di Tres Zapotes non aveva la stessa qualità, rifinitura, e il dettaglio posseduto da quella di San Lorenzo e La Venta. Parte di ciò è attribuibile alla peggiore qualità del basalto di Cerro el Vigía.
Durante il periodo degli Epi-Olmechi si sviluppò un sistema di scrittura conosciuto come Istmiano, e cominciarono a venire applicate le prime date al calendario a conteggio lungo.

### Età classica

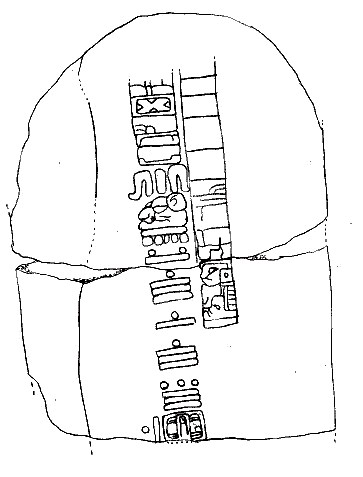
Il retro della stele C

Tres Zapotes continuò a prosperare nell'età classica, iniziata intorno al 300 a.C.; tuttavia, con l'aumentare della potenza della cultura classica di Veracruz, il sito perse importanza gradualmente.
Tres Zapotes venne abbandonata dal 900 d.C., anche se ci fu un ripopolamento minore in seguito.

## Stele C
Nel 1939, l'archeologo Matthew Stirling scoprì la metà inferiore della stele C a Tres Zapotes. La stele era stata incisa e ottenuta dal basalto, con un lato che mostrava intagli tipici dello stile olmeco che sono stati interpretati come rappresentativi di un uomo-giaguaro o di un governatore su un trono. Sul lato opposto viene mostrato il più antico calendario mesoamericano a lungo conteggio finora scoperto. La data, 7.16.6.16.18, è comparabile al 3 settembre del 32 a.C. del calendario gregoriano moderno.
Un altro calendario a lungo conteggio è rappresentato sulla stele 2 di Chiapa de Corzo, nel Chiapas, che mostra la data del 7.16.3.2.13 pari al 36 a.C.
Il retro della stele C mostra uno dei pochi testi scritti in Epi-Olmeco. Uno studio risalente al  1965 ha concluso che la stele C era stata costruita con il basalto usato per la stele 3 di La Venta, diverso da quello usato per la maggior parte dei manufatti di Tres Zapotes e ottenuto dalla zona di Punta Roca Partida, a nord delle montagne di Tuxtlas.